# 張兆辰
張兆辰（2000年9月2日—）為臺灣男子籃球運動員，場上位置為前鋒，現效力於台灣職業籃球大聯盟臺北台新戰神。

## 早年
張兆辰來自南山高中與國立臺灣師範大學，111學年度UBA大專籃球聯賽場均表現為6.3分、4.9籃板、1.7助攻。

## 職業生涯
2023年7月在P. LEAGUE+新人選秀會上落選，T1聯盟新人選秀會第一輪第三順位獲得臺北台新青睞。8月24日，張兆辰出現在臺北台新戰神公布的本土球員名單當中。

## 外部連結
- 張兆辰的Instagram帳戶
- 張兆辰在台灣職業籃球大聯盟官網
- 張兆辰在Eurobasket.com（球員）（英语）
- 張兆辰在Flashscore（英语）